# Right Now (Na Na Na)
Singles de Akon
Wake It Up I'm So Paid
Right Now (Na Na Na) est un titre du chanteur américain Akon, paru le 23 septembre 2008 en single puis le 1er décembre de la même année sur son troisième album Freedom.
Elle a été diffusée par U.S. Mainstream Top 40 le 23 septembre 2008, et devenu disponible pour téléchargement numérique sur iTunes Store le même jour. Il y a un remix officiel de Right Now (Na Na Na) featuring Kat DeLuna. Un remix non officiel avec Jayko intitulé Right Now (Na Na Na) / Mañana (Na Na Na) existe également. La chanson à l'origine featuring l’artiste canadien/portugais Danny Fernandes.

## Clip vidéo
La vidéo officielle de Right Now (Na Na Na) a été réalisée par Anthony Mandler et sorti le 6 novembre 2008. Elle a été diffusée en première en Allemagne par TV show Viva Live.
Dans le clip, Akon joue le rôle d'un agent en mission, il doit trouver une fille (la même fille présente dans le clip de Don't Matter) qui a des informations secrètes. Il se rappelle les bons moments qu'il a passés avec sa nouvelle petite amie, jouée par la mannequine Jamaïcain Cindy Wright, mais on le voit coucher avec la fille de Don't Matter, il obtient les informations et finisse la vidéo seul.
La musique commence une minute après le début de la vidéo.

## Classement
Right Now (Na Na Na) débute à la 17e place sur Billboard Hot 100 durant la semaine de 2 octobre, avec 93 000 copies téléchargées, elle s'est entrée dans les dix premières places, en position #8. C'est le septième Top 10 pour Akon en solo, et son treizième Top 10 en général. Le single a également bien débuté sur Pop 100 à 24e place, durant la même semaine, et se hisse à la dixième position. Le single s'est vendu plus de 2 000 000 copies aux États-Unis, devenant le troisième single d’Akon vendant deux millions de copies.
Sur Canadian Hot 100, la chanson débute à 55e position et atteint la septième place. Le single a eu un grand succès au Royaume-Uni atteignant la sixième position des classements. En France, il est entré à la huitième position sur le Chart en raison des téléchargements importants. En Nouvelle-Zélande, Right Now a atteint le Top 5, à la cinquième position pendant deux semaines. La chanson était certifiée disque de platine, et après six semaines, elle s'est vendue plus de 7 500 000 copies.

## Classements et certifications
| Classement (2008)                       | Meilleure position |
| --------------------------------------- | ------------------ |
| Australie (ARIA)                        | 17                 |
| Autriche (Ö3 Austria Top 40)            | 38                 |
| Belgique (Flandre Ultratop 50 Singles)  | 7                  |
| Belgique (Wallonie Ultratop 50 Singles) | 3                  |
| République tchèque                      | 4                  |
| Canada (Hot 100)                        | 7                  |
| Danemark (Tracklisten)                  | 14                 |
| Europe (Hot 100)                        | 9                  |
| Finlande (Suomen virallinen lista)      | 15                 |
| France (SNEP)                           | 8                  |
| Hongrie (Rádiós Top 40)                 | 7                  |
| Irlande (IRMA)                          | 18                 |
| Pays-Bas (Single Top 100)               | 30                 |
| Nouvelle-Zélande (RMNZ)                 | 5                  |
| Slovaquie (IFPI Rádio)                  | 9                  |
| Suède (Sverigetopplistan)               | 48                 |
| Royaume-Uni (UK Singles Chart)          | 6                  |
| États-Unis (Hot 100)                    | 8                  |
| États-Unis (R&B/Hip-Hop Songs)          | 73                 |
| États-Unis (Pop Airplay)                | 9                  |

| Classement (2009)              | Position |
| ------------------------------ | -------- |
| Australie                      | 82       |
| Hongrie                        | 27       |
| Suisse                         | 77       |
| Royaume-Uni                    | 117      |
| États-Unis (Billboard Hot 100) | 56       |

| Pays                 | Certification |
| -------------------- | ------------- |
| Australie            | Or            |
| États-Unis           | 2 x Platine   |
| Nouvelle-Zélande RIA | Or            |